# لوركاسيرين
Lorcaserin لوركاسيرين (APD-356، الاسم التجاري بناء على موافقة 'Belviq' , الاسم التجاري المتوقع خلال التطوير، Lorqess) هو عقار فقدان الوزن تم نطويره من قبل آرينا للادوية.لديه خصائص هرمون السيروتونين وبمثابة دواء صاد للشهية. في 22 ديسمبر 2009 قدم الطلب لترخيص دواء جديد (NDA) إلى إدارة الغذاء والدواء (FDA) في الولايات المتحدة. في 16 سبتمبر 2010 FDA مكتب الاستشاري صوتوا لصالح التوصية بعدم الموافقة على هذا الدواء بناء على المخاوف بشأن أمان وفعالية. . في أكتوبر 2010، أعلنت FDA أنه لا يمكن الموافقة على طلب الموافقة على إقرار لوركاسيرين في شكله الحالي.
يوم 10 مايو 2012، بعد جولة جديدة من الدراسات المقدمة من آرينا، صوتت لجنة FDA أن يوصي بإقرار لوركاسيرين مع بعض القيود ومراقبة المرضى. وتشمل هذه القيود مراقبة المرضى الذين يعانون من معدل BMI أكثر من 30، أو مع BMI أكثر من 27 والاعتلال المشترك مثل ارتفاع ضغط الدم أو مرض السكري من النوع 2.
في 27 حزيران 2012، أقرت إدارة الاغذية والعقاقير المعتمدة رسميا لوركاسيرين للاستخدام في علاج السمنة للبالغين مع مؤشر كتلة الجسم يساوي أو أكبر من 30 أو البالغين الذين يعانون من مؤشر كتلة الجسم من 27 أو أكبر الذين «لديهم على الأقل اعتلالا واحدة ذى صلة بالوزن، مثل ارتفاع ضغط الدم، ومرض السكري من النوع 2، أو ارتفاع الكوليسترول في الدم».
أولئك الذين يأملون أن يضعوا أيديهم على أول دواء قد تم إقراره للسمنة وفقدان الوزن في 13 عاما يجدر بهم المزيد من الانتظار. إدارة تطبيق الأدوية تنخرط في الوقت الراهن في عملية تحديد والتي سيتم فيها وضع قيود على واحد من الأدوية، وهو Belviq ، الذي وافقت عليه إدارة الاغذية والعقاقير في الاسبوع الماضي.
وقد طلبت إدارة الاغذية والعقاقير أن يكون إستخدامه مراقبا على غرار المسكنات الأفيونية، وقد يكون هناك عدة أشهر أخرى قبل أن يكون بيلفيك، جاهزا للصرف بالوصفات الطبية. وبينما Qsymia ، قد تم إقراره والموافقة عليه يوم الثلاثاء، فلن يكون لديه مثل تلك القيود.
إدارة الاغذية والعقاقير تريد التأكد من أن الأطباء لن تبدأ تشغيل حبوب النظام الغذائي وقتل الحمية على الفور.
في 7 أيار 2013، إدارة مكافحة المخدرات الأميريكية قد صنفت لوركاسيرين كدواء من الجدول الرابع تبعا لقانون الأدوية المراقبة منع تعاطي المخدرات الشامل وقانون المراقبة لعام 1970.

## آلية العمل
لوركاسيرين هو انتقائية 5-HT2C receptor receptor مناهض، و في المختبر اختبار المخدرات أظهر الانتقائية معقولة لمدة 5-HT 2Cعلى العقاقير الأخرى ذات الصلة. 5-HT2C وتقع مستقبلات على وجه الحصر تقريبا في المخ، ويمكن العثور عليها في الضفيرة المشيمية، القشرة، الحصين، المخيخ، اللوزة، المهاد، والمهاد. إن تفعيل مستقبلات 5-HT2C حيث تقع تلك المستقبلات بشكل حصري تقريبا في الدماغ، ويمكن العثور عليها في الضفيرة المشيمية، القشرة، الحصين، المخيخ، اللوزة، المهاد، والمهاد. إن تنشيط مستقبلات 5-HT2C في منطقة ما تحت المهاد يفترض أنها تقوم بتفعيل proopiomelanocortin (POMC) بالإنتاج وبالتالي تعزيز فقدان الوزن من خلال آلية الشبع.
. وتدعم هذه الفرضية من خلال التجارب السريرية وغيرها من الدراسات. ولئن كان يعتقد عموما أن متقبلات 5-HT2C تساعد على تنظيم الشهية وكذلك المزاج، وإفراز الغدد الصماء، الآلية الدقيقة لتنظيم الشهية هي غير معروفة حتى الآن. وقد أظهر لوركاسيرين خاصية انتقائية بمعدل 100 إكس ل5-HT2C مقابل ارتباطها ارتباطا وثيقا بمستقبلات 5-HT2B ، انتقائية بمعدل 17 إكس على مستقبلات
5-HT2B

## التجارب السريرية

### مراحل الأبحاث السريرية وغيرها من نتائج التجارب السريرية المبكرة
آرينا تنص على أن البيانات من المرحلة 2 من التجارب السريرية لعقار لوكاسيرين أثبتت أن المرضى الذين تلقوا الدواء شهدوا فقدا للوزن أكبر بكثير من المرضى الذين تلقوا العلاج الوهمي أو البلاسيبو." في نهاية 12 أسبوعا، المجموعات التي استخدمت لوكاسيرين فقدت في المتوسط 4.0 أرطال (10 / يوم)، 5,7 أرطال، و7،9 أرطال (2.0 جم/يوم). خسرت مجموعة البلاسيبو في المتوسط 0.7 أرطال، على الرغم من أن المجموعة لم تتلق أي نظام غذائي أو ممارسة التدريب الرياضى.
وحينما يتم التوقف عن العلاج بلوكاسيرين، فإن الوزن المفقود تتم استعادته. في المرحلة 2 من التجارب السريرية، تم تتبع المرضى لمرحلة ما بعد انتهاء التجربة ب 14 يوما فإن جميع الفئات تستعيد الوزن بمعل أكبر من فقده. في الدراسات التجريبية ما قبل السريرية، فإن وزن الفئران قد عاد للمستويات الأولى قبل بدء العلاج.

### المرحلة الثالثة من التجارب السريرية
ويتكون البرنامج للوركاسيرين المرحلة الثالثة من ثلاثة تجارب مختلفة المرحلة الثالثة، BLOOM (التعديل السلوكي لوركاسيرين إدارة زيادة الوزن والسمنة)، BLOSSOM (التعديل السلوكي ولوركاسيرين الدراسة الثانية لإدارة السمنة)، وBLOOM-DM (إدارة مرض السكري).

#### BLOOM
وأفرج عن السطر العلوي لنتائج BLOOM في 30 مارس 2009. وقياسات الفعالية باستخدام نية العلاج - ملاحظة الماضية قامت الأمام أظهرت تحليل (ITT-LOCF)، أن 47.5٪ من مرضى لوكاسيرين فقدوا مالا يقل عن 5٪ من وزن الجسم، مقارنة مع 20.3٪ للدواء الوهمي. هذه النتيجة تفي بواحد من اثنين من مقاييس الفعالية البديلة في مشروع FDA للتوجيه الأخير، الذي ينص على أن إدارة العقاقير المخفضة للوزن يمكن أن تعتبر فعالة إذا كان بعد سنة واحدة من العلاج تكون نسبة الاشخاص الذين يفقدون أكبر من أو يساوي 5% من وزن الجسم الأساسي في مجموعة الدواء النشط هو 35٪ على الأقل، هي تقريبا ضعف النسبة في المجموعة التي عولجت بالعلاج الوهمى، والفرق بين المجموعات غير ذى دلالة إحصائية.
بالإضافة إلى ذلك، 22.6٪ من المرضى الذين عولجوا ب لوركاسيرين فقدوا مالا يقل عن 10٪ من وزن الجسم، مقارنة ب 7.7٪ للهمي. حقق مرضى لوركاسيرين متوسط فقدان الوزن من 5.8٪ من وزن الجسم، أو 12,7 رطلا، مقارنة ب 2.2٪، 4.7 رطلا للذين تعاطوا البلاسيبو. ومن بين الأعراض السلبية الأكثر شيوعا ذكرت مع لوركاسيرين كانت الصداع، والدوخة، والغثيان.

#### BLOSSOM
وأفرج عن نتائج BLOSSOM في 18 سبتمبر 2009. قياسات كفاءة استخدام الجودة النية إلى العلاج والملاحظة الأخيرة حملت إلى الأمام، أو ITT-LOCF، وأظهر التحليل أن 47.2٪ من المرضى lorcaserin فقدت لا يقل عن 5٪ من وزن الجسم، مقارنة مع 25.0٪ للدواء وهمي. حقق مرضى لوركاسيرين وأظهر أن متوسط فقدان الوزن من 5.9٪، أو 12,7 رطلا (5.7 كج)، مقابل 2.8٪، أو 6,3 رطلا (2.86 ;كج)، للعقار الوهمى.

## الآثار جانبية
في التجارب السريرية، فإن الآثار الجانبية الأكثر شيوعا هي الصداع، التي يعاني منها حوالي 18٪ من المشاركين للعقار مقابل 11٪ من المشاركين الوهميين. كان الصداع الوحيد الآثار الجانبية إبلاغ تحدث على تردد أكبر من 5 نقاط مئوية فوق همي. غيرها من الآثار الجانبية المبلغ عنها ومعدلاتها للوركاسيرين المرضى الوهميين، على التوالي، وكان على النحو التالي: إلتهابات الجهاز التنفسى العلوى (14.8% مقابل 11.9%), زكام (13.4% مقابل 12.0%), التهاب الجيوب (7.2% مقابل. 8.2%) وغثيان (7.5% مقابل. 5.4%). آثار سلبية ل اكتئاب (حالة نفسية)، قلق والتفكير في الانتحار كانت نادرة وتم الإبلاغ بمعدل مماثل في كل مجموعة العلاج.
في 15 سبتمبر 2010 ذكر من قبل وسائل الإعلام والأخبار الوطنية ارتبط أن لوركاسيرين قد أحدث تطورا سرطانيا في الفئران المختبرية.
في ديسمبر 2012، إدارة مكافحة المخدرات بالولايات المتحدة اقترح تصنيف لوركاسيرين باعتباره من مواد الجدول الرابع للمخدرات لأنه له خصائص الهلوسة في جرعات أعلى من الجرعات المقررة ويمكن للمستخدمين تطوير تبعاتهم النفسية حسب العقار.
كان هناك قلق أن لوركاسيرين يمكن أن يسبب خلل في سمك صمامات القلب بناء على تقارير من موضوعات تناول الدواء في المرحلة الثانية للتجارب. ومع ذلك، أجريت المرحلة الثالثة للتجارب السريرية للدواء والنتائج التي نشرت في مجلة الدراسات العليا للطب أكتوبر 2014 . مجلة طبية لاستعراض الأقران للأطباء. وجدت هذه النتائج عدم وجود فروق ذات دلالة إحصائية في معدلات الخلل في سمك الصمامات وجدت مقارنة مع مجموعة الرقابة، ويجري 2.3٪ للعقار، و2.2% للعلاج الوهمى.

### BLOOM-DM
وقال الدكتور باربارا Troupin ، نائب الرئيس للشركة الصانعة للدواء إكسيما، ڤيڤاس فارماسيوتكالز، قال لمحطة أي بي سي: "إن الطريقة الوحيدة كى يكون الأطباء قادرون على وصف Qsymiaهو بواسطة صيدلية مرخصة.
وقال الدكتور Troupin هذا يعني أنها لن تكون قادرة على تخزين ذلك الدواء وأنها ستكون قد ملئت المواد التعليمية.
وسوف تضمن Vivus أن الأطباء الذين يصفون الدواء، هؤلاء خاضعون للمراقبة ولديهم تدريب كاف.
«إذا كان الواصف يريد أن يكتب (وصفات) للمرضى، فإنه يمكن أن يكتب هذا الدواء. ولكن سيكون لدينا معلومات، ويجب الاستمرار في اطلاعهم على المخاطر ومن هو المريض المناسب لهذ الدواء.» أضاف الدكتور Troupin.
إدارة الاغذية والعقاقير وVivus ندرك أن الناس من المرجح يلحظوا ضجة لهذا الدواء، ولكل منهما مبادئ توجيهية واضحة بشأن من الذي يجب وينبغي أن يستخدمه ممن هو يحظر عليه ذلك.
يجب على النساء الحوامل، أو اللاتى يرغبن في الحمل عدم أخذ هذا الدواء لأنه يسبب تشوهات خلقية بما في ذلك cleft palates . والمرضى الذين يعانون من فرط نشاط الغدد الدرقية أو الذين لديهم مخاطر الإصابة بأمراض القلب مثل عدم انتظام ضربات القلب، هؤلاء لا يمكنهم أخذ هذا الدواء.
المرضى المرخص لهم باستعمال الدواء يجب أن يكونوا يعانون من السمنة، مع مؤشر كتلة الجسم (BMI) من 30 أو أكثر. ويعتبر الشخص "طويل القامة وزنه أكثر من 150 رطلا يمثل شحصا بدينا وعند 180 رطل، فإنها تعتبر من السمنة المفرطة.
إنه من الممكن، مع ذلك، للأشخاص الذين يعانون من متوسط مؤشر كتلة أجسامهم مامعدله 27 إن يكون مقبولا إذا كان لديهم حالات من أمراض ذات الصلة بالوزن مثل ارتفاع الكوليسترول في الدم.
يجب على الأطباء الذين يصفون الدواء مراقبة المرضى عن كثب، ومشاهدة وظيفة القلب وتبحث عن دلائل على المريض قد تؤدى إلى دوافع انتحارية، وهو أحد الآثار الجانبية للعقار توبيراميت الشق الثانى للدواء Qsymia .
ومع ذلك الأطباء في جميع أنحاء أمريكا غير راضين، ومنهم الدكتور سيد وولف من المواطن العام، الذي قام بحملة ضد Qsymia وBelviq، حول موافقة إدارة الاغذية والعقاقير. أدوية لمكافحة البدانة Belviq
إدارة الاغذية والعقاقير والمخدرات لم تقر بالموافقة في عام 2010 بعد أن أثار علماء مخاوف بشأن الأورام التي نشأت في الحيوانات التي عولجت بالدواء.ثم أعادت تقديم الدواء مرة أخرى مع بيانات إضافية في وقت سابق من هذا العام، وأفادت إدارة الاغذية والعقاقير ان هناك مخاطر قليلة نسبيا من حدوث الأورام في البشر.
وقال الدكتور وولف انه سيكون «مندهش جدا» إذا كان أي من الأدوية سوف تبقى في السوق لفترة طويلة جدا. وسلط الضوء على قائمة من الأدوية لتقليل الحمية، من ديكساتريم Dexatrim ، وهو ما قد يتسبب في الجلطات القاتلة، إلى فينفلورامين، الذي سحب في عام 1997 لانه يمكن ان يلحق الضرر بصمامات القلب، والافيدرين، الذي حظر في عام 2004 بعد أن وجدت أنه يسبب النوبات القلبية القاتلة والجلطات الدماغية وأمراض أخرى.
هناك مجموعة من المشاكل معها، 'وأوضح. "واحدة هو عدم وجود أي نوع من الطريق المأمونة الجانب للحفاظ على النساء الحوامل من استخدام هذا الدواء.
ويضيف أن الأميركيين وشركات الأدوية يبحثون عن وسيلة سهلة خارجا، على الرغم من الدراسة بعد الدراسة تؤكد أن تناول الطعام وممارسة الرياضة هو أكثر فعالية من أي حبوب للحمية. "الناس لاتظهر حاجتها لفعل ذلك للموافقة على شيء لأنها لم تفعل شيئا لمدة 13 عاما، قال الدكتور وولف.
مع معدلات البدانة في الولايات المتحدة التي تقترب من 35 في المائة من السكان البالغين، وقد دعى العديد من الأطباء في إدارة الأغذية والأدوية للموافقة على علاجات جديدة لفقدان الوزن.
وقال رئيس جمعية السمنة باتريك اونيل انه شجع من قبل الموافقة على العقار لأنه يؤكد على فكرة أن تغيير نمط الحياة وحدها لا تكفي لمعالجة السمنة.
"هذا خبر جيد لأنه يخبرنا بأن إدارة الاغذية والعقاقير وعلاج السمنة إذا أرادت أن تنظر للموضوع على محمل الجد. من ناحية أخرى، ان هذا ليس هو الحل لهذه المشكلة .
أو حتى جزء كبير من الجواب، وقال اونيل، الذي يدرس في جامعة ساوث كارولاينا الطبية، وكان الباحث الرئيسي في العديد من الدراسات من أن Belviq. حتى لو كان من آثار Belviq الخفية، كما يقول الخبراء أنه يمكن أن يكون خطوة أولى مهمة في خط جديد من العلاجات التي تهاجم الأسباب الكامنة وراء السمنة.
وأظهرت الدراسات في الساحة أن المرضى الذين يتناولون Belviq ، المعروف بشكل عام باسم lorcaserin، كان متواضعا في فعاليته لفقدان الوزن.
على المرضى الذين فقدوا في المتوسط فقط من 3 إلى 3.7 في المائة من وزن الجسم بدءا أكثر من عام.
47 في المائة من المرضى غير المصابين بالسكري فقدت نحو مالا يقل عن 5 في المئة من وزنهم أو أكثر، والتي كانت كافية لتلبية معايير إدارة الاغذية والعقاقير للفعالية. وعلى سبيل المقارنة، في المتوسط خسارة الوزن مع Qnexa هو 11 في المائة، مع أكثر من 83 في المئة من المرضى الذين يعانون فقدان 5 في المئة من وزنهم أو أكثر.
وقالت إدارة الاغذية والعقاقير أن المرضى يجب أن يتوقفوا عن تناول Belviq بعد ثلاثة أشهر إذا ما فشلت في فقدان 5 في المئة من وزن الجسم. الآثار الجانبية مع الدواء تشمل الاكتئاب والصداع النصفي وعوارض الذاكرة .
في أيار صوتت لجنة من المستشارين الخبراء لادارة الاغذية والعقاقير 18-4 للتوصية بالموافقة على الدواء في ساحة أمراض البدانة.
وخلصت إلى أن الفوائد التي تنجم عنه «تفوق المخاطر المحتملة عند استخدامها على المدى الطويل» في الناس يعانون من زيادة الوزن والبدانة.
ويقول خبراء ان التحدي المتمثل في فقدان الوزن تطوير الدواء يكمن في تحول بسلام قبالة واحد من توجيهات في الجسم الأساسية: أن يأكل ما يكفي من الغذاء للحفاظ على الوزن الحالي.
في حين تتوفر العديد من الأدوية لفقدان الوزن على المدى القصير، حتى الأسبوع الماضي لم يكن هناك سوى دواء واحد بوصفة طبية وافقت عليها الهيئة لفقدان الوزن على المدى الطويل: زينيكال من شركة روش، الذي نادرا ما يوصف بسبب آثارة الجانبية غير سارة بالنسبة للجهاز الهضمي ومتواضع التأثير لفقدان الوزن.